# BEST4
BEST4 (англ. Bestrophin 4) – білок, який кодується однойменним геном, розташованим у людей на 1-й хромосомі. Довжина поліпептидного ланцюга білка становить 473 амінокислот, а молекулярна маса — 53 497.
| 10         |  | 20         |  | 30         |  | 40         |  | 50         |
| ---------- |  | ---------- |  | ---------- |  | ---------- |  | ---------- |
| MTVSYTLKVA |  | EARFGGFSGL |  | LLRWRGSIYK |  | LLYKEFLLFG |  | ALYAVLSITY |
| RLLLTQEQRY |  | VYAQVARYCN |  | RSADLIPLSF |  | VLGFYVTLVV |  | NRWWSQYTSI |
| PLPDQLMCVI |  | SASVHGVDQR |  | GRLLRRTLIR |  | YANLASVLVL |  | RSVSTRVLKR |
| FPTMEHVVDA |  | GFMSQEERKK |  | FESLKSDFNK |  | YWVPCVWFTN |  | LAAQARRDGR |
| IRDDIALCLL |  | LEELNKYRAK |  | CSMLFHYDWI |  | SIPLVYTQVV |  | TIAVYSFFAL |
| SLVGRQFVEP |  | EAGAAKPQKL |  | LKPGQEPAPA |  | LGDPDMYVPL |  | TTLLQFFFYA |
| GWLKVAEQII |  | NPFGEDDDDF |  | ETNQLIDRNL |  | QVSLLSVDEM |  | YQNLPPAEKD |
| QYWDEDQPQP |  | PYTVATAAES |  | LRPSFLGSTF |  | NLRMSDDPEQ |  | SLQVEASPGS |
| GRPAPAAQTP |  | LLGRFLGVGA |  | PSPAISLRNF |  | GRVRGTPRPP |  | HLLRFRAEEG |
| GDPEAAARIE |  | EESAESGDEA |  | LEP        |  |            |  |            |

A: Аланін

C: Цистеїн

D: Аспарагінова кислота

E: Глутамінова кислота

F: Фенілаланін

G: Гліцин

H: Гістидин

I: Ізолейцин

K: Лізин

L: Лейцин

M: Метіонін

N: Аспарагін

P: Пролін

Q: Глутамін

R: Аргінін

S: Серин

T: Треонін

V: Валін

W: Триптофан

Кодований геном білок за функціями належить до іонних каналів, хлорних каналів. 
Задіяний у таких біологічних процесах, як транспорт іонів, транспорт. 
Білок має сайт для зв'язування з іоном кальцію, хлоридом. 
Локалізований у клітинній мембрані, мембрані.